# Canso

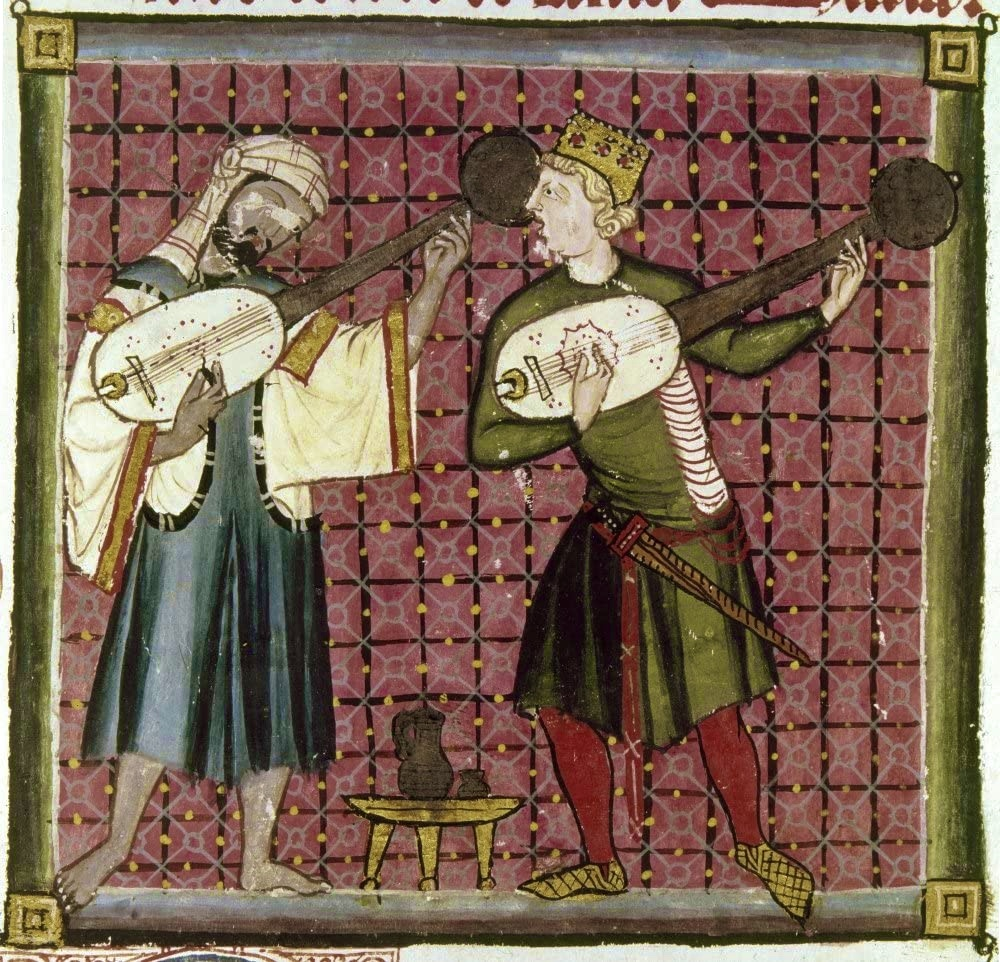
Giullari nelle cantigas di Alfonso X il Saggio.

La cansó (pron. /kanˈsu/, plurale  cansons) è una tipica forma di canzone usata nella letteratura occitana medievale, con un contenuto standardizzato, destinata al canto.
La cansó appare per la prima volta nel XII secolo (chiamata in origine vers), sostanzialmente composta e cantata dai trovatori davanti alla corte, e successivamente reinterpretata e diffusa da altri giullari e musici itineranti, che spesso avevano accesso alle raccolte dei testi dei trovatori (i "canzonieri").  
Nel XIII secolo la cansó verrà anche ripresa dai trovieri della Francia settentrionale, i quali preferiranno tuttavia forme più semplificate e meno "elevate" della lirica cortese occitana, e dai poeti-cantori non professionisti che circondano Federico II di Svevia nella sua corte palermitana e che vengono raggruppati sotto il nome di "scuola siciliana".

## Struttura dellacanso
Una cansó è solitamente costituita da 40-60 versi di lunghezza variabile, raggruppati in strofe (coblas) (fino a un massimo di sei), formate da un numero di versi che va 6 a 10 versi. 
La cansó è spesso scandita in tre sezioni. La prima cobla fa da exordium: in essa il compositore espone la propria situazione, che fa da contesto a ciò che canterà. Il corpo principale della canzone si svolge a partire dalla seconda cobla e normalmente espande gli argomenti trattati nell'exordium. La cansó può terminare con una tornada o un congedo, che ripete le rime e la melodia della fine dell'ultima strofa, e che avvia il testo poetico alla sua conclusione, solitamente con un invito rivolto direttamente alla canzone, perché parta e raggiunga la donna amata. Alcune cansons contengono anche più di una tornada.
Esistono diversi schemi metrici:
- Coblas unisonans : le rime sono identiche in tutte le strofe per tutta la lunghezza della canso;
- Coblas doblas : le rime cambiano ogni due strofe;
- Coblas singulars : le rime cambiano per ogni strofa.

All'interno delle strofe, l'utilizzo delle rime è complesso e variato, traducendo una ricerca di sottigliezza più che di fluidità; per esempio, la rima-estamp, che si ritrova allo stesso posto di strofa in strofa, ecc.

## Descrizione del contenuto
Con la cansó il trovatore si rivolgeva alla sua dama per esprimerle i suoi sentimenti e questa sua passione amorosa realizzava tutte le leggi dell'amor cortese: dalla totale sottomissione alla dama fino al topos del "morir d'amore". La donna veniva descritta come un essere quasi sovrannaturale, perfetto nell'ordine morale e fisico. Il trovatore, che si considerava indegno della sua dama, poteva essere un semplice spasimante (fenhedor), o un essere asceso, nella scala del processo amoroso, alla fase del supplicante (pregador), innamorato (entendedor), o giunto alla condizione difficilmente raggiungibile di "corrisposto" (drutz). Colui che soffre per amore deve soprattutto mantenere la virtù della mesura: discrezione, umiltà, fedeltà e servire permanentemente la sua signora.
La cansó occitana solitamente iniziava con un canto alla primavera o con note descrittive della stagione propizia all'amore, che servivano da introduzione. La composizione si sviluppava in varie strofe, nelle quali il trovatore esponeva i suoi sentimenti contraddittori, elogiando le virtù fisiche e morali della sua dama.
La mesura gli impediva di pronunciare il nome della signora, sostituito perciò da uno pseudonimo poetico o senhal. I significati nascosti, i giochi di parole, l'artificio concettuale erano frequenti, per cui la composizione risultava a volte di difficile comprensione.

## Aspetti generali

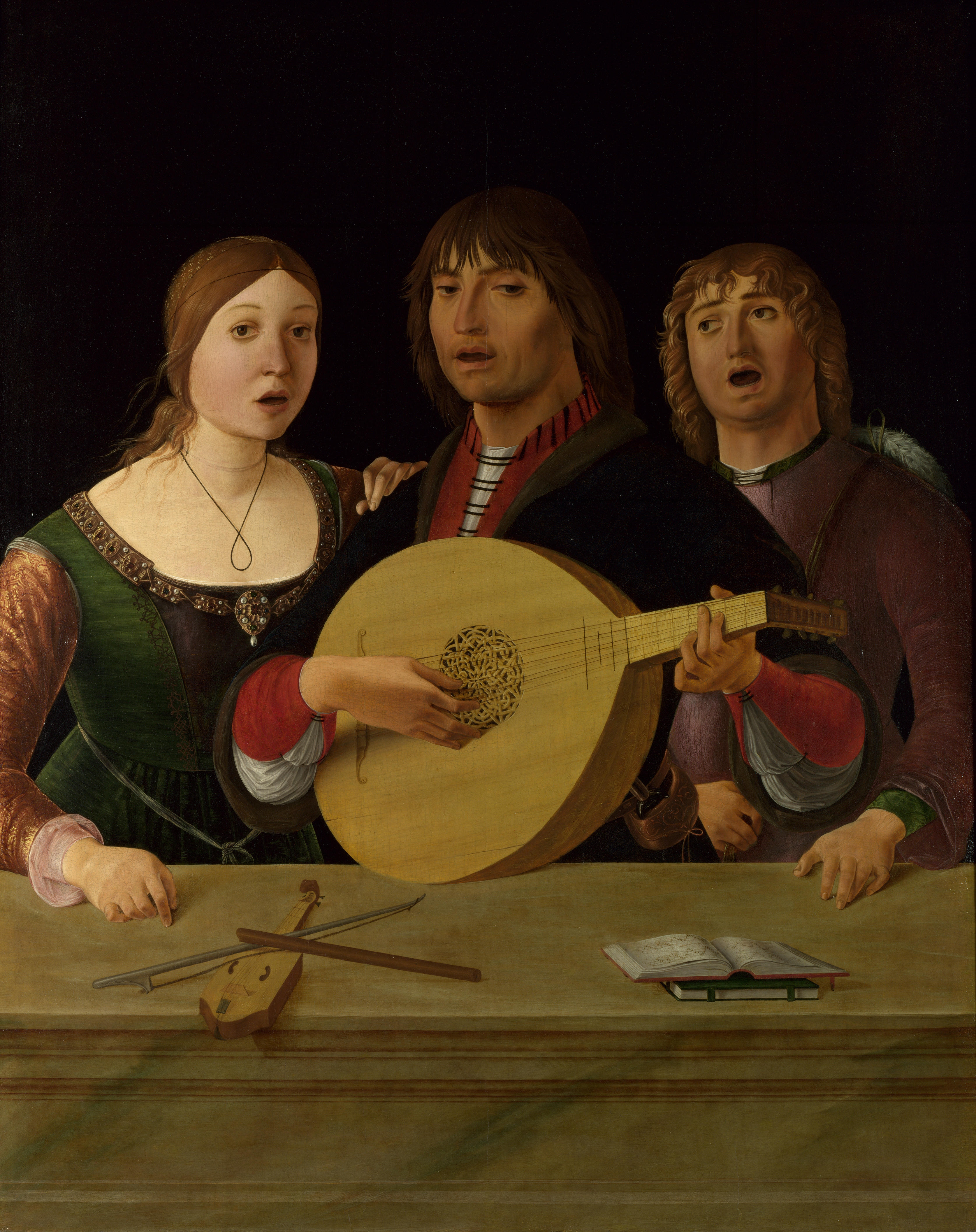
Ercole de' Roberti, 1490.

Attraverso la "cansó" i trovatori esprimevano i propri sentimenti, al centro dei quali stava l'amore.  L'"amore cortese" (la fina amor), d'altronde, non era soltanto un sentimento, ma un vero e proprio stile di vita che partecipava degli aspetti sociali e spirituali dell'epoca medievale.
In questo modo, l'amore cantato dai trovatori aveva certamente anche implicazioni paragonabili a quelle che esso ha nell'epoca attuale, ma anche risvolti e codici differenti. Un aspetto peculiare della fina amor, come emerge nelle cansons, è quello dell'"alleanza" (un patto di tipo feudale): il trovatore si lega alla donna come il vassallo al suo signore, le dimostra il proprio eroismo non perché egli aspiri ad un beneficio materiale (che pure arriverà) ma perché soltanto così si realizza come "uomo".
Acquisendo consapevolezza di ciò che l'"amore cortese" implica (appunto il legame tra "amore" e "cortesia"), si può comprendere perché nella canzone si evochino sempre le relazioni giuridiche feudali:
- La donna è sposata, solitamente al signore del castello, proprio perché soltanto così ella acquisisce anche un ruolo sociale di "signora".
- Spesso il trovatore si rivolge alla donna con il titolo di midons ('Mio signore') mentre parla di sé stesso come hom ('uno, qualcuno', ma etimologicamente deriva dal nominativo latino homo, 'un uomo'): in questa modo si riproduce la situazione propria del vassallatge.
- Molte volte si stabilisce una doppia relazione amorosa e sociale; vale a dire, non si cerca unicamente il conseguimento dell'amore, bensì una relazione nella quale la dama, direttamente o intercedendo per il trovatore, possa far sì che egli consegua anche beni materiali. Di fatto, con frequenza, il trovatore parla del suo rapporto con l'amata come di qualcosa che abbia fatto sorgere obbligazioni anche di tipo materiali, e il marito di lei sembra accettare la condizione di debitore del poeta come qualcosa di naturale.

D'altro canto, nelle cansons si insiste spesso sul fatto che la signora sia inaccessibile per il trovatore, che deve continuamente ottenere meriti (dimostrando la propria virtù, la totale dedizione alla donna e la purezza disinteressata del suo amore), così da ottenere la sospirata ricompensa.
In questo processo si trovano una serie di concetti importanti, propri della cultura cortigiana, come la coppia largueza (o larguetat), la generosità morale e materiale che è indice di vera nobiltà, contrapposta all'avarizia (avareza, escarsetat). Un termine utilizzato abbastanza frequentemente è joi, di difficile traduzione ('gioia', 'felicità', 'serenità') che corrisponde a una specie di allegria, di esaltazione interiore, associata spesso alla primavera e alla presenza, o al ricordo, della dama.
Un altro termine-chiave è l'aggettivo cortés, 'cortese'. La "cortesia" è la condotta e l'atteggiamento tipici dell'uomo che vive nella corte e che, per un'educazione particolare, si converte in modello dell'ideale dell'umana raffinatezza e dei valori spirituali. Il trovatore, come personaggio cortigiano, era partecipe di tali caratteristiche, tra le quali spiccavano la lealtà, la generosità, la prodezza, l'eleganza.

## Personaggi tipici nellacanso
L'amore del trovatore esige discrezione, poiché la donna alla quale canta è sposata. I personaggi che intervengono normalmente, oltre al trovatore, sono:
- Il gilós (marito) da cui bisogna evitare di farsi scoprire e la sua conseguente ira.
- I lauzengiers (adulatori, calunniatori), i quali pur di ottenere meriti sono disposti a raccontare l'infedeltà della sua signora.

Per non far scoprire i suoi amori, il trovatore designa la sua dama con un senhal (pseudonimo) che di solito appare alla fine della poesia.

## Tipi di innamorati rispetto alla dama

Rappresentazione della famosa scena del balcone di Romeo e Giulietta. (Dipinto del 1884, di Frank Dicksee.

Benché non appaiono normalmente in forma esplicita, nelle canzoni dei trovatori di solito appare una gradazione dell'attitudine e delle caratteristiche dell'innamorato che non sono molto distanti dal processo amoroso effettivo:
- Fenhedor (timido): non osa rivolgersi direttamente alla dama.
- Pregador (suplicante): la dama lo sollecita a esprimere il suo amore.
- Entendedor (innamorato transigente): la dama gli consegna pegni d'amore.
- Drutz (amigo, amante): completamente accettato dalla dama (questa situazione si dà poche volte nella letteratura, sebbene sia il personaggio principale dell'alba).

In buona parte delle canzoni i trovatori si situano al primo stadio e sono capaci di manifestare solo ciò che sentono per la dama tramite lo joglar. Il trovatore spera in un piccolo riconoscimento da parte della signora che può procedere da uno sguardo, da una parola o altro gesto insignificante. È possibile che ciò sia unicamente una strategia per sviare l'attenzione del marito o di altri personaggi, i quali consentono questa situazione e che in più la considerano gratificante. Alcuni mariti si sentono orgogliosi che la loro sposa o signora sia elogiata da altri, ma giammai accetterebbero che la loro moglie avesse un drutz.

## Esempio dicansó
Guillem de Cabestany, il trovatore a cui viene attribuita una delle biografie più ripetute e tristi di tutti i tempi, ha anche una delle canzoni più belle e conosciute della lirica trobadorica dove mostra la sua totale dedizione alla dama che lo tiene avvinto al suo amore:
I

Lo dous cossire

que.m don'Amors soven,

dona, .m fai dire

de vos maynh ver plazen.

Pessan remire

vostre cors car e gen,

cuy ieu dezire

mais que no fas parven.

E sitot me desley

per vos, ges no.us abney,

qu'ades vas vos sopley

ab fina benevolensa.

Dompn'en cuy beutatz gensa,

maytans vetz oblit mey,

qu'ieu lau vos e mercey.

II

Tots temps m'azire

l'amors que.us mi defen

s'ieu ja.l cor vire

ves autr'entendemen.

Tout m'avetz rire

e donat pessamen:

pus greu martire

nulhs hom de mi no sen;

quar vos qu'ieu plus envey

d'autra qu'el mon stey

desautorc e mescrey

e dezam en parvensa:

tot quan fas per temensa

devetz em bona fey

penre, neus quan no.us vey.

III

En sovinensa

tenc la car'e.l dous ris,

vostra velensa

e.l belh cors blanc e lis;

s'ieu per crezensa

estes vas Dieu tan fis,

vius ses falhensa

intrer'em paradis;

qu'ayssi.m suy, ses totz cutz,

de cor as vos rendutz

qu'autra joy no m'adutz;

q'una non porta benda

qu'ieu.n prezes per esmenda

jazer ni fos sos drutz,

per las vostras salutz.

IV

Tot jorn m'agensa

I desirs, tan m'abelhis

la captenensa

de vos cuy suy aclis.

Be.m par que.m vensa

vostr'amors, qu'ans qu'ie.us vis

fo m'entendensa

que.us ames e. us servis;

qu'ayssi suy remazuts

sols, snes totz ajutz

ab vos, e n'ai perdutz

mayns dos: qui.s vuelha.ls prenda!

Qu'a mi platz mais qu'atenda,

ses totz covens saubutz,

vos don m'es jois vengutz.

V

Ans que s'ensenda

sobre.l cor la dolors,

merces dissenda

en vos, don', et Amors:

jois vos mi renda

e.m luenh sospirs e plors,

no.us mi defenda

paratges ni ricors;

qu'oblidatz m'es tot bes

s'ab vos no.m val merces.

Ai, bella doussa res,

molt fora gran franqueza

s'al prim que.us ayc enqueza

m'amessetz, o non ges,

qu'eras no sai cum s'es.

VI

Non truep contenda

contra vostras valors;

merces vo.n prenda

tals qu'a vos si'honors.

Ja no m'entenda

Dieus mest sos preycadors

s'ieu vuelh la renda

dels quatre reys majors

per qu'ab vos no.m valgues

merces e bona fes;

quar partir no.m puesc ges

de vos, en cuy s'es meza

n'amors, e si fos preza

em baizan, ni us plagues,

ja no volgra.m solses.

VII

Anc res qu'a vos plagues,

franca dompn'e corteza,

no m'estet tan defeza

qu'ieu ans non la fezes

que d'als me sovengues.

VIII

En Raimon, la belheza

e.l bes qu'en midons es

m'a gen lassat e pres.
I

Il dolce sospirar

che dà sovente amore, 

donna, mi fa dir

di voi molti versi piacenti.

Pensando io miro

in voi il caro gentil sembiante,

che io deseo

ma che non fo apparire.

E sebbene io mi svio

per voi, non rinnego,

ché sempre voi imploro

con fine benvolenza.

Donna in cui beltà brilla,

molte volte di me m'oblio,

quando vi lodo e chiedo.

II

Tutto il tempo m'annoia

l'amor ch'a me vien meno

se il core a volte svio

in altro intendimento.

Tutto il riso n'avete

e datomi gravezza:

ma grave martirio

niun'uom di me non sente;

ché voi a cui più anelo

d'ogn'altra ch'al mondo sia

rifiuto e ignoro

e vesso in parvenza;

tutto quel che fo per temenza

dovete in buona fede

prender, anche quando voi non vedo.

III

E nel mi sovvenir

caro m'è il dolce riso,

vostro valore

e il bel viso bianco e liscio;

s'io per mia credenza,

fia a Dio tanto fedele,

vivo senza fallenza

in paradiso entrerei;

che così sono, 

di cuor a voi mi reso

ch'altra gioia non aduso;

che niuna porta benda [dama]

ch'io a chiedere non curo

di giacer o esserne amante,

per lo vostro saluto.

IV

Tutto il giorno sento

il desir, sì piacemi

l'incantamento

di voi a cui son servo.

Ben parmi che vincami

vostro amor, avanti ch'io vi veda

è mio pensiero

che v'ami e vi serva;

sì son rimasto

solo, senza niun'aiuto

con voi, e n'ho perduto

molti doni: chi vuol li prenda!

ché a me piace aspettare,

senza nessun'intesa saputa,

voi donna mia gioia venuta.

V

Avanti che s'incendia

sul cuore il dolor,

grazia discenda

in voi, donna, e Amor:

gioia voi a me rende

e io lungi da sospiri e pianti,

non vi separi da me

nobiltà o ricchezza;

ché m'oblia da ben tutto

se con voi non val mercé.

Ah, bella dolce cosa,

molta gran bontà saria

se prima di chiedervi

m'amaste, molto o nulla,

che or non so più ch'io mi sia.

VI

Non trovo difese 

contro vostro valor;

pietà ve ne chiedo

tal che a voi sia onor.

Che non m'intenda

Dio tra i suoi predicatori,

s'io l'aver voglio

dei quattro re più grandi

cambiar con voi, non valga

né buona fé né pieta;

ché partirmi non posso

da voi, dove posto s'è

il mio amor, e che s'aprende

baciando, e a voi piacere,

giammai libero mi vorria.

VII

Ancor ciò ch'a voi piace,

franca donna e cortese,

non sarammi tan peso 

ch'io anzi nol faccio

che d'altro io mi sovvenga.

VIII

Raimon, la beltà

e il ben ch'è in donna mia

mi tien legato e preso.